# Samsung YEPP
Yepp là thương hiệu máy nghe nhạc kỹ thuật số của Samsung Electronics cho đến khi Samsung quyết định chấm dứt thương hiệu này vào tháng 2 năm 2011. Kể từ đó, máy MP3 đơn giản chỉ mang thương hiệu "Samsung" toàn cầu. Thương hiệu bao gồm một loạt các sản phẩm dựa trên phần cứng cũng như bộ nhớ trong. Tên được viết tắt từ chữ "Trẻ trung (Young), năng động (Energetic), người đam mê (Passionate Person)".

## Lịch sử
Thương hiệu Yepp lần đầu tiên giới thiệu tại CES 1999 ở Las Vegas nơi mà lần đầu tiên máy mp3 của Samsung mp3 được trình làng (YP-E, YP-B và YP-D series).
Máy MP3 của Samsung mang thương hiệu "Yepp" toàn cầu cho đến năm 2003. Đến nay Samsung chỉ giữ thương hiệu này cho thị trường Hàn Quốc trong khi các máy nghe nhạc được bán trên thế giới chỉ đơn giản mang thương hiệu "Samsung". Samsung cuối cùng đã bỏ thương hiệu Yepp ở Hàn Quốc cho đến năm 2011. Mặc dù đã biến mất tại châu Âu và châu Mỹ được 10 năm, nó vẫn còn phổ biến đối với một số người dùng máy nghe nhạc Samsung MP3 cũng như "Yepp".
Tháng 11 2013, Samsung ngưng sản xuất dòng máy nghe nhạc MP3 ở hầu hết các quốc gia. Chỉ có YP-W1 và YP-U7 là có sẵn tại một số quốc gia. Galaxy Player series ngưng sản xuất tại một số quốc gia. Samsung phát hành kế thừa của YP-GI1, YP-GI2 (Galaxy Player 070) chỉ tại Hàn Quốc vào tháng 8 năm 2013. Samsung đóng cửa tất cả các trang web và blog chính thức của máy nghe nhạc tại Hàn Quốc và toàn cầu. Do đó, mặc dù Samsung không công bố chính thức rằng họ đã dừng sản xuất máy nghe nhạc, có vẻ như họ đã làm điều đó.

## So sánh sản phẩm
Các đặt tên của máy nghe nhạc Samsung luôn luôn giống nhau. Ví dụ như YP-P2JEB, J đại diện cho Janus (sản phẩm MTP, không chữ nếu UMS), E đại diện cho 16GB (V:256MB; X:512MB; Z:1GB; Q:2GB; A:4GB; C:8GB; E:16GB; N:32GB) và B đại diện cho màu đen (W:trắng; P:hồng; S:bạc...). Trên một số sản phẩm, R chỉ ra hỗ trợ RDS (ví dụ: YP-F2R) hoặc F chỉ ra bắt được sóng FM (ví dụ: YP-Z5F); tuy nhiên, một số sản phẩm với các tính năng không được ghi trên đó.
Mộ vài máy nghe nhạc MP3 của Samsung, bao gồm YH-820/920/925, YP-R0, YP-R1, và YP-Z5 là một phần hoặc hỗ trợ đầy đủ từ Rockbox.

### Sản phẩm hiện tại
| Model | Phát hành | Màu            | Dung lượng | Màn hình              | Điều khiển          | Công nghệ âm thanh | MP3 | WMA | WAV   | OGG | FLAC | AAC   | Divx  | Xvid  | MPEG4 | H.264 | WMV   | Định dạng khác | Bắt sóng FM | RDS   | Ghi âm | Khe MicroSD | Bluetooth | Trò chơi | Loa   | Kết nối |
| ----- | --------- | -------------- | ---------- | --------------------- | ------------------- | ------------------ | --- | --- | ----- | --- | ---- | ----- | ----- | ----- | ----- | ----- | ----- | -------------- | ----------- | ----- | ------ | ----------- | --------- | -------- | ----- | ------- |
| YP-U7 | 2012      | Đen, Bạc, Hồng | 4 GB       | 1" màu TFT LCD 128x64 | Phím cứng           | SoundAlive         | Có  | Có  | Không | Có  | Có   | Không | Không | Không | Không | Không | Không | -              | Có          | Không | Không  | Không       | Không     | Không    | Không | UMS     |
| YP-W1 | 2012      | Xanh, Trắng    | 4 GB       | Không màn hình        | Phím cứng + cảm ứng | SoundAlive         | Có  | Có  | Không | Có  | Có   | Không | Không | Không | Không | Không | Không | -              | Không       | Không | Không  | Không       | Không     | Không    | Không | UMS     |

### Sản phẩm ngưng sản xuất
| Model    | Phát hành | Màu                           | Dung lượng      | Màn hình                   | Điều khiển          | Công nghệ âm thanh | MP3            | WMA | WAV   | OGG | FLAC  | AAC   | Divx  | Xvid  | MPEG4 | H.264 | WMV   | Định dạng khác              | Bắt sóng FM | RDS   | Ghi âm | Khe MicroSD | Bluetooth    | Trò chơi | Loa   | Kết nối |
| -------- | --------- | ----------------------------- | --------------- | -------------------------- | ------------------- | ------------------ | -------------- | --- | ----- | --- | ----- | ----- | ----- | ----- | ----- | ----- | ----- | --------------------------- | ----------- | ----- | ------ | ----------- | ------------ | -------- | ----- | ------- |
| YP-CP3   | 2009      | Black                         | 4, 8 GB         | 3" màu TFT LCD 400x240     | Phím cứng           | DNSe 2.0           | Có             | Có  | Có    | Có  | Có    | Không | Có    | Có    | Có    | Không | Có    | RM/RMVB,JPG,BMP,PNG,GIF,TXT | Có          | Không | Có     | Có          | Không        | Không    | Không | UMS     |
| YP-F3    | 2011      | Đen, Xanh, Hồng               | 2, 4 GB         | 1" màu CSTN LCD 128x64     | Phím cứng           | SoundAlive         | Có             | Có  | Không | Có  | Có    | Không | Không | Không | Không | Không | Không | -                           | Có          | Không | Không  | Không       | Không        | Không    | Không | UMS     |
| YP-M1    | 2009      | Đen                           | 8, 16, 32 GB    | 3,3" màu AMOLED 272x480    | Cảm ứng             | DNSe 3.0           | Có             | Có  | Có    | Có  | Có    | Có    | Có    | Có    | Có    | Có    | Có    | JPG,BMP,PNG,GIF,TXT         | Có          | Có    | Có     | Có          | Có (2.1+EDR) | Có       | Có    | MTP/UMS |
| YP-P2    | 2007      | Đen, Trắng, Đỏ                | 4, 8, 16 GB     | 3" màu TFT LCD 272x480     | Cảm ứng             | DNSe 2.0           | Có             | Có  | Không | Có  | Không | Không | Không | Không | Có    | Có    | Có    | JPG,TXT                     | Có          | Có    | Có     | Không       | Có (2.0)     | Có       | Không | MTP/UMS |
| YP-P3    | 2009      | Đen, Bạc                      | 4, 8, 16, 32 GB | 3" màu TFT LCD 272x480     | Cảm ứng             | DNSe 3.0           | Có             | Có  | Không | Có  | Có    | Có    | Có    | Có    | Có    | Có    | Có    | JPG,BMP,PNG,GIF,TXT         | Có          | Có    | Có     | Không       | Có (2.1+EDR) | Có       | Có    | MTP/UMS |
| YP-Q1    | 2008      | Đen, Bạc, Trắng               | 4, 8, 16 GB     | 2,4" màu TFT LCD 240x320   | Cảm ứng             | DNSe 3.0           | Có             | Có  | Không | Có  | Có    | Không | Không | Có    | Có    | Không | Có    | JPG,BMP,PNG,GIF,TXT         | Có          | Có    | Có     | Không       | Không        | Có       | Không | MTP/UMS |
| YP-Q2    | 2009      | Đen, Trắng, Xanh              | 4, 8, 16 GB     | 2,4" màu TFT LCD 240x320   | Cảm ứng             | DNSe 3.0           | Có             | Có  | Không | Có  | Có    | Không | Không | Có    | Có    | Không | Có    | JPG,BMP,PNG,GIF,TXT         | Có          | Có    | Có     | Không       | Không        | Có       | Không | MTP/UMS |
| YP-Q3    | 2010      | Đen, Hồng                     | 4, 8 GB         | 2,2" màu TFT LCD 240x320   | Tactile buttons     | SoundAlive         | Có             | Có  | Có    | Có  | Có    | Có    | Có    | Có    | Có    | Có    | Có    | JPG,BMP,PNG,GIF,TXT         | Có          | Có    | Có     | Không       | Không        | Không    | Không | MTP/UMS |
| YP-R0    | 2009      | Đen, Bạc, Hồng                | 4, 8, 16 GB     | 2.6" màu TFT LCD 240x320   | Phím cứng           | DNSe 3.0           | Có             | Có  | Có    | Có  | Có    | Có    | Có    | Có    | Có    | Có    | Có    | JPG,BMP,PNG,GIF,TXT         | Có          | Có    | Không  | Có          | Không        | Không    | Không | MTP/UMS |
| YP-R1    | 2009      | Đen, Bạc, Hồng                | 4, 8, 16, 32 GB | 2.6" màu TFT LCD 400x240   | Cảm ứng             | DNSe 3.0           | Có             | Có  | Có    | Có  | Có    | Có    | Có    | Có    | Có    | Có    | Có    | JPG,BMP,PNG,GIF,TXT         | Có          | Có    | Có     | Không       | Có (2.0+EDR) | Có       | Không | MTP/UMS |
| YP-R2    | 2011      | Đen, Bạc                      | 4, 8GB          | 3" màu TFT LCD 400x240     | Cảm ứng             | SoundAlive         | Có (chỉ mp3HD) | Có  | Có    | Có  | Có    | Có    | Có    | Có    | Có    | Có    | Có    | JPG,BMP,PNG,GIF,TXT         | Có          | Có    | Có     | Không       | Không        | Không    | Không | MTP/UMS |
| YP-S1    | 2010      | Xanh, Hồng                    | 2, 4 GB         | Không màn hình             | Phím cứng           | DNSe 3.0 Core      | Có             | Có  | Có    | Có  | Có    | Không | Không | Không | Không | Không | Không | -                           | Không       | Không | Không  | Không       | Không        | Không    | Không | UMS     |
| YP-S2    | 2008      | Đen, Xanh, Xanh lá, Đỏ, Trắng | 1, 2 GB         | Không màn hình             | Phím cứng           | DNSe               | Có             | Có  | Không | Có  | Không | Không | Không | Không | Không | Không | Không | -                           | Không       | Không | Không  | Không       | Không        | Không    | Không | UMS     |
| YP-S3    | 2008      | Đen, Xanh, Xanh lá, Đỏ, Trắng | 2, 4, 8 GB      | 1,8" màu TFT LCD 176x220   | Cảm ứng             | DNSe 2.0           | Có             | Có  | Không | Có  | Không | Không | Không | Không | Có    | Không | Không | JPG,TXT                     | Có          | Có    | Không  | Không       | Không        | Có       | Không | MTP/UMS |
| YP-S5    | 2007      | Đen, Trắng                    | 2, 4, 8 GB      | 1.8" color TFT LCD 176x220 | Touchpad            | DNSe 2.0           | Có             | Có  | Không | Có  | Có    | Có    | Không | Không | Có    | Không | Không | JPG,TXT                     | Có          | Có    | Có     | Không       | Có (1.2)     | Có       | Có    | MTP/UMS |
| YP-T10   | 2007      | Đen, Trắng, Xanh, Đỏ, Tím     | 2, 4, 8 GB      | 2" màu TFT LCD 240x320     | Cảm ứng             | DNSe 2.0           | Có             | Có  | Không | Có  | Không | Không | Không | Có    | Có    | Không | Có    | JPG,TXT                     | Có          | Có    | Có     | Không       | Có (2.0+EDR) | Có       | Không | MTP/UMS |
| YP-U4    | 2008      | Xanh, Đỏ, Tím                 | 2, 4 GB         | 1" 16-xám OLED 128x64      | Cảm ứng             | DNSe 2.0           | Có             | Có  | Không | Có  | Không | Không | Không | Không | Không | Không | Không | -                           | Có          | Có    | Có     | Không       | Không        | Không    | Không | MTP/UMS |
| YP-U5    | 2009      | Đen, Xanh, Trắng, Đỏ, Hồng    | 2, 4 GB         | 1" 16-xám OLED 128x64      | Phím cứng           | DNSe 3.0 Core      | Có             | Có  | Có    | Có  | Có    | Có    | Không | Không | Không | Không | Không | -                           | Có          | Có    | Có     | Không       | Không        | Không    | Không | MTP/UMS |
| YP-U6    | 2010      | Đen, Hồng                     | 2, 4 GB         | 1" màu CSTN LCD 128x64     | Phím cứng           | SoundAlive         | Có             | Có  | Có    | Có  | Có    | Không | Không | Không | Không | Không | Không | -                           | Có          | Có    | Có     | Không       | Không        | Không    | Không | MTP/UMS |
| YP-Z3    | 2011      | Đen, Xanh, Hồng               | 4, 8 GB         | 1.8" màu TFT LCD 128x160   | Phím cứng           | SoundAlive         | Có (chỉ mp3HD) | Có  | Có    | Có  | Có    | Có    | Không | Có    | Có    | Có    | Có    | JPG,BMP,PNG,GIF,TXT         | Có          | Có    | Có     | Không       | Không        | Không    | Không | MTP/UMS |
| YP-Z5(F) | 2006      | Đen, Trắng, Bạc, Hồng         | 1, 2, 4 GB      | 1,8" màu TFT LCD 128x160   | Cảm ứng + Phím cứng | DNSe               | Có             | Có  | Không | Có  | Không | Không | Không | Không | Không | Không | Không | JPG,TXT                     | Có          | Không | Có     | Không       | Không        | Không    | Không | MTP/UMS |

### Sản phẩm thị trường nội địa
| Model  | Phát hành | Quốc gia   | Màu        | Dung lượng   | Màn hình                 | Điều khiển | Công nghệ âm thanh | MP3 | WMA | WAV   | OGG | FLAC  | AAC   | Divx  | Xvid  | MPEG4 | H.264 | WMV   | Định dạng khác              | Bắt sóng FM | RDS   | Ghi âm | Khe MicroSD | Bluetooth    | Trò chơi | Loa   | Thu TV     | Kết nối |
| ------ | --------- | ---------- | ---------- | ------------ | ------------------------ | ---------- | ------------------ | --- | --- | ----- | --- | ----- | ----- | ----- | ----- | ----- | ----- | ----- | --------------------------- | ----------- | ----- | ------ | ----------- | ------------ | -------- | ----- | ---------- | ------- |
| YP-CM3 | 2009      | Trung Quốc | Đen, Hồng  | 4 GB         | 3" màu TFT LCD 400x240   | Phím cứng  | DNSe 2.0           | Có  | Có  | Có    | Có  | Có    | Không | Không | Không | Có    | Không | Có    | RM/RMVB,JPG,BMP,PNG,GIF,TXT | Có          | Không | Có     | Có          | Không        | Không    | Có    | Có (CMMB)  | UMS     |
| YP-E3  | 2007      | Trung Quốc | Đen, Trắng | 1, 2 GB      | 1" nhị sắc OLED          | Phím cứng  | DNSe               | Có  | Có  | Không | Có  | Không | Không | Không | Không | Không | Không | Không | -                           | Có          | Không | Có     | Không       | Không        | Không    | Không | Không      | UMS     |
| YP-E5  | 2007      | Nga        | Đen        | 1, 2 GB      | 1,3" màu TFT LCD 128x160 | Cảm ứng    | SRS/WOW/3D         | Có  | Có  | Có    | Có  | Không | Không | Không | Không | Không | Không | Không | JPG,TXT                     | Có          | Không | Có     | Không       | Không        | Không    | Không | Không      | UMS     |
| YP-MB1 | 2009      | Hàn Quốc   | Đen        | 8, 16, 32 GB | 3,3" màu AMOLED 272x480  | Cảm ứng    | DNSe 3.0           | Có  | Có  | Có    | Có  | Có    | Có    | Có    | Có    | Có    | Có    | Có    | JPG,BMP,PNG,GIF,TXT         | Có          | Không | Có     | Có          | Có (2.1+EDR) | Có       | Có    | Có (T-DMB) | UMS     |
| YP-PB2 | 2008      | Hàn Quốc   | Đen, Trắng | 4, 8, 16 GB  | 3" màu TFT LCD 272x480   | Cảm ứng    | DNSe 2.0           | Có  | Có  | Không | Có  | Không | Không | Không | Không | Có    | Có    | Có    | JPG,TXT                     | Có          | Không | Có     | Không       | Có (2.0)     | Có       | Không | Có (T-DMB) | UMS     |
| YP-RB  | 2010      | Hàn Quốc   | Đen, Hồng  | 4, 8 GB      | 3" màu TFT LCD 400x240   | Phím cứng  | SoundAlive         | Có  | Có  | Không | Có  | Có    | Có    | Có    | Có    | Có    | Có    | Có    | JPG,BMP,PNG,GIF,TXT         | Có          | Không | Có     | Có          | Không        | Không    | Có    | Có (T-DMB) | UMS     |

## Yepp R Series
Dòng R series được giới thiệu vào năm 2009 với YP-R0 và YP-R1. YP-R2 phát hành vào năm 2011 kế thừa sự thành công của YP-R1 nhưng YP-R1 không kế thừa sự thành công của YP-R0, nó làm cho cách đặt tên của Samsung trở nên khó hiểu.

## Yepp S Series

### YP-S2
YP-S2 là máy nghe nhạc MP3 có màn hình ít như một viên sỏi với các nút nằm bên dưới.

### YP-S3

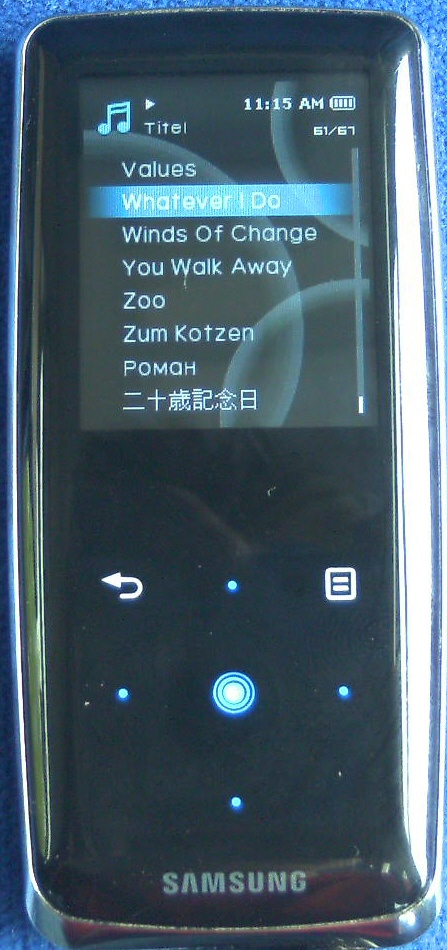
Samsung YP-S3

S3 là máy nghe nhạc MP3 với thiết kế bo tròn các cạnh tương tự như  YP-T9, nhưng nó cảm mặt cảm ứng như YP-T10. Không giống như YP-S5, nó chỉ hỗ trợ định dạng video của Samsung (.svi).

### YP-S5
Máy nghe nhạc MP4 với dung lượng 2 hoặc 4 GB và loa ngoài dạng trượt. S5 hỗ trợ MPEG4, JPEG, MP3, AAC và WMA. Bluetooth.

## Yepp Q Series

### YP-Q1 Diamond
Phiên bản mới của T10, có màn hình 2,4", nhưng không có bluetooth.

### YP-Q2
Có màn hình 2,4" (độ phân giải 320x240) và Samsung công bố thời lượng pin 50 giờ nhưng thực tế chỉ có 25 giờ. Nó là sự kết hợp giữa Q1 và S3 nó có màn hình và tính năng của Q1, nhưng không có cảm ứng của S3. Nó có biểu tượng màu trên menu từ Samsung P3. Nó được phát hành với bản 8, và 16 GB tháng 4 năm 2009.

## Liên kết
- Trang sản phẩm chính thức (Tiếng Hàn)
- Trang sản phẩm chính thức (Tiếng Anh)